# Rappresentazione dell'HIV/AIDS nel cinema e nella televisione
La rappresentazione dell'HIV/AIDS nel cinema e nella televisione attraverso opere che affrontano la tematica dell'AIDS-HIV inizia dalla prima metà degli anni ottanta del XX secolo.
Il tema dell'AIDS/HIV è stato trattato in molti film, molti dei quali rientrano nella categoria del cinema queer indipendente.

## Storia
Benché non sia stata la prima opera di fiction audiovisiva a mostrare l'esistenza del problema, Una gelata precoce (An Early Frost, 1985) è il primo film televisivo incentrato sul tema dell'AIDS. Tratto da un romanzo di Sherman Yellen, parla di un giovane avvocato omosessuale che, dopo essersi ammalato di AIDS, si trova ad affrontare lo smarrimento dei familiari e l'ostilità della gente, oltre al dolore della malattia e alla morte.
Nello stesso anno esce anche Buddies, primo film per il cinema ad affrontare l'argomento, che ebbe però di una distribuzione limitata.
L'anno successivo il lungometraggio Parting Glances, diretto e sceneggiato da Bill Sherwood contestualizza l'esperienza di una coppia omosessuale nell'era di Ronald Reagan e al culmine della crisi dell'AIDS. Al riguardo, Janet Maslin, nella sua recensione dell'epoca per il New York Times, scrisse: "è un merito che l'angoscia dell'AIDS venga presentata come parte di un tessuto sociale più ampio compreso nel contesto e mai in una luce nefasta".
Uscito nel 1988, Once More - Ancora, diretto da Paul Vecchiali, è considerato il primo film francese sull'AIDS visto da una prospettiva omosessuale.
Del 1989 è In una notte di chiaro di luna di Lina Wertmüller, primo film ambientato in un contesto esclusivamente eterosessuale, mal accolto dalla critica che lo addita come una "melodrammatica e moralistica presa di posizione nei confronti dell'AIDS".
Il film TV Guerra al virus (And the Band Played On, 1993) di Roger Spottiswoode racconta la storia della scoperta dell'epidemia di AIDS e dei dibattiti politici, scientifici e sociali che ne seguirono.
Dello stesso anno è Philadelphia di Jonathan Demme, in cui viene narrata la storia di un avvocato omosessuale malato di AIDS che viene licenziato per la sua malattia e della sua battaglia contro la discriminazione delle persone sieropositive.
Molto meno convenzionale il film del 1993 Notti selvagge (Les nuits fauves) di Cyril Collard, storia autobiografica dell'attore e regista malato di AIDS.
Blue, l'ultimo film di Derek Jarman, pubblicato quattro mesi prima del suo decesso avvenuto il 19 febbraio 1994, per le complicazioni legate all'AIDS, è di particolare importanza. Il regista era rimasto quasi cieco a causa di un'infezione da citomegalovirus, che gli consentiva di vedere esclusivamente nei toni del blu. Il film, presentato al New York Film Festival il 3 ottobre 1993, consiste in un unico fotogramma di colore blu, che fa da sfondo alla traccia sonora, composta da Simon Fisher Turner, comprendente Coil e altri artisti, ed alla voce di Derek Jarman che racconta la propria vita e la propria filosofia artistica, narrando di sé come di "laboratorio ambulante". Prende fino a trenta pillole al giorno. Descrive le sale d'attesa dell'ospedale, l'indifferenza del personale medico, l'ipocrisia della carità, e il colore blu. Il film è un esempio unico dell'utilizzo di una grave malattia medica per scopi artistici.
In Kids (1995) di Larry Clark viene affrontato in modo crudo il problema della diffusione della malattia tra gli adolescenti. Sempre nel 1995 ci fu Amici per sempre (The Cure) di Peter Horton, la cui storia narra di due ragazzi alla ricerca di una cura per l'AIDS, malattia di cui è ammalato uno dei due. In questo film l'HIV è contratto attraverso una trasfusione di sangue e i sintomi dell'AIDS sono lievi, non diversi dai tipici sintomi influenzali.
In Trainspotting di Danny Boyle, tratto dell'omonimo romanzo di Irvine Welsh, compare il tema del contagio nel mondo dei giovani tossicodipendenti. Nel film si trovano riferimenti espliciti alla malattia durante le allucinazioni del protagonista Renton, in un momento di forzata crisi d'astinenza da eroina.
Che mi dici di Willy? (Longtime Companion), interpretato da Bruce Davison e diretto da Norman René, è stato riconosciuto come lo spettacolo cinematografico più dettagliato delle conseguenze dell'AIDS, mostrando diversi disturbi tra cui la polmonite seguita da toxoplasmosi e, infine, grave disabilità e uno stato di costrizione a letto.
Non sempre l'HIV/AIDS è protagonista della scena. Soprattutto dopo l'avvento di terapie efficaci che nei paesi industrializzati hanno relegato l'HIV nella sfera della "quotidianità", la malattia può diventare una semplice "comparsa". Ne sono un esempio Forrest Gump (1994) di Robert Zemeckis o Le fate ignoranti (2001) di Ferzan Özpetek.
Nel 2003, il dramma familiare Beat the Drum vince alcuni premi internazionali e dà l'impulso per la creazione di un centro di accoglienza in Kenya per orfani malati di AIDS.
Nel 2010 esce in Italia Più o meno - Il sesso confuso: racconti di mondi nell'era AIDS scritto e diretto da Andrea Adriatico e Giulio Maria Corbelli, prodotto e distribuito da Cinemare.
Nel 2013 escono i film Un castello in Italia e Dallas Buyers Club, nel 2014 The Normal Heart (film), mentre nel 2015 fu la volta di Holding the Man; infine, Vicino all'orizzonte nel 2019.

## Filmografia

### Cinema
- Buddies, regia di Arthur J. Bressan Jr. (1985)
- Parting Glances, regia di Bill Sherwood (1986)
- Once More - Ancora (Once More - Encore), regia di Paul Vecchiali (1988)
- In una notte di chiaro di luna, regia di Lina Wertmuller (1989)
- Che mi dici di Willy? (Longtime Companion) regia di Norman René (1990)
- Notti selvagge (Les nuits fauves), regia di Cyril Collard (1992)
- Philadelphia, regia di Jonathan Demme (1993)
- Blue, regia di Derek Jarman (1993)
- Zero Patience, regia di John Greyson (1993)
- Amici per sempre (The Cure), regia di Peter Horton (1995)
- Jeffrey, regia di Christopher Ashley (1995)
- Kids, regia di Larry Clark (1995)
- Trainspotting, regia di Danny Boyle (1996)
- Beat the Drum, regia di David Hickson (2003)
- Cachorro, regia di Miguel Albaladejo (2004)
- Una casa alla fine del mondo (A Home at the End of the World), regia di Michael Mayer (2004)
- Più o meno - Il sesso confuso: racconti di mondi nell'era AIDS, regia di Andrea Adriatico e Giulio Maria Corbelli - documentario (2010)
- Un castello in Italia (Un château en Italie), regia di Valeria Bruni Tedeschi (2013)
- Dallas Buyers Club, regia di Jean-Marc Vallée (2013)
- Holding the Man, regia di Neil Armfield (2015)
- 120 battiti al minuto (120 battements par minute), regia di Robin Campillo (2017)
- Vicino all'orizzonte (Dem Horizont so nah), regia di Tim Trachte (2019)

### Televisione
- Una gelata precoce (An Early Frost), regia di John Erman - film TV (1985)
- Guerra al virus (And the Band Played On), regia di Roger Spottiswoode - film TV (1993)
- Angels in America, regia di Mike Nichols - serie (2003)
- Queer as Folk - serie (2000-2005)
- The Normal Heart, regia di Ryan Murphy - film TV (2014)
- It's a Sin - miniserie (2021)